# Jászszentandrás, Jász-Nagykun-Szolnok
Jászszentandrás  este un sat în districtul Jászapát, județul Jász-Nagykun-Szolnok, Ungaria, având o populație de 2.560 de locuitori (2011). 

## Demografie
Componența etnică a satului Jászszentandrás
     Maghiari (97,38%)
     Germani (1,55%)
     Necunoscut (0,9%)
     Români (0,17%)
     Alții (0,9%)
Componența confesională a satului Jászszentandrás
     Romano-catolici (62,89%)
     Fără religie (11,88%)
     Reformați (2,85%)
     Necunoscută (21,21%)
     Alte religii (1,56%)
Conform recensământului din 2011, satul Jászszentandrás avea 2.560 de locuitori. Din punct de vedere etnic, majoritatea locuitorilor (97,38%) erau maghiari, cu o minoritate de germani (1,55%). Apartenența etnică nu este cunoscută în cazul a 0,9% din locuitori.  Din punct de vedere confesional, majoritatea locuitorilor (62,89%) erau romano-catolici, existând și minorități de persoane fără religie (11,88%) și reformați (2,85%). Pentru 21,21% din locuitori nu este cunoscută apartenența confesională.